# Каддафи, Аиша
Аиша Каддафи (араб. عائشة القذافي‎; род. 1976) — бывший ливийский политический, общественный и военный деятель, дипломат и адвокат, бывший посол доброй воли ООН. Она является пятым ребёнком в семье бывшего ливийского лидера Муаммара Каддафи и его второй жены Сафии Фаркаш. Годом её рождения считается 1976, хотя точных сведений о дате рождения нет.
Изучала право в Париже, в университете Париж Дидро и Сорбонне. До начала гражданской войны её иногда называли одним из возможных преемников отца на посту лидера Ливийской джамахирии.

## Военная служба
Аиша обучалась военному делу в ливийской армии, получив, по одним данным, звание подполковника, по другим — генерал-лейтенанта, однако, по словам ливийских гражданских лиц из числа оппозиционеров, она не заслужила такого высокого звания, а предоставлено оно ей было только потому, что она дочь Каддафи.

## Дипломатическая служба
В 2000 году, после того как были введены санкции ООН против Ирака, Аиша прибыла в Багдад вместе с делегацией из 69 должностных лиц. Незадолго до вторжения войск НАТО в Ирак в 2003 году она встречалась с Саддамом Хусейном. В 2011 году она решительно протестовала против политики государственного секретаря США Хиллари Клинтон и президента США Барака Обамы, призывая к посредничеству в Ливийской гражданской войне путём привлечения международной организации, которая не имела бы к ним отношения.
Аиша также была посланником ливийского правительства в работе с корпорациями Европейского союза. Также она принимала участие в работе международного гуманитарного фонда по борьбе с голодом в Африке. Известна её поездка в Швейцарию в 2008 году, когда её брат Ганнибал был арестован в данной стране за неподобающее поведение; во время этого визита она высказала в угрожающей форме своё мнение об отношении швейцарского правительства к исламу.

### Посол доброй воли ООН
Аиша Каддафи была назначена национальным послом доброй воли Программы развития ООН в Ливии 24 июля 2009 года, в первую очередь для решения вопросов, связанных со СПИДом, нищетой и правами женщин в Ливии, все из которых являются важными темами в стране. В феврале 2011 года Организация Объединённых Наций лишила Аишу её статуса посла доброй воли.

## Юридическая деятельность

### Защита Саддама Хуссейна
В июле 2004 года она присоединилась к команде адвокатов бывшего президента Ирака Саддама Хуссейна.

### Защита Мунтазара аль-Зейди
Аиша также являлась главой благотворительной организации Wa Attassimou, которая защищала Мунтазара аль-Зейди, когда тому были предъявлены обвинения, связанные с инцидентом бросания ботинок в тогдашнего президента США Джорджа Буша-младшего.

## Роль в Ливийской гражданской войне

### Запрет на поездки
ООН своей Резолюцией 1970 запретила Аише въезд в государства-члены организации. С самого начала войны она горячо поддерживала своего отца и участвовала во многих общественных мероприятиях по повышению боевого духа лояльного Каддафи населения страны.

### Иск против НАТО
Аиша подала в суд на НАТО за бомбардировки здания в резиденции Каддафи, в ходе которых погибли её брат, Саиф аль-Араб Каддафи, и её собственная малолетняя дочь вместе с ещё двумя внуками её отца, которые были также убиты. Она утверждала, что нападение противоречило нормам ведения войны, так как это было гражданское здание. Адвокаты Каддафи подали заявления в международные суды Брюсселя и Парижа в июне 2011 года.
Тем не менее, 27 июля сообщалось, что бельгийская прокуратура отказалась расследовать жалобы о военных преступлениях, поданных Каддафи против НАТО, заявив, что требование действующего в их стране международного законодательства по установлению связи между ответчиком и Бельгией в данном случае не выполняется.
30 июня 2011 года она дала интервью телеканалу France 2, в котором осудила бомбардировки Ливии.

### Битва за Триполи
Когда битва за Триполи достигла своей кульминации в середине августа 2011 года, семья Каддафи была вынуждена покинуть свою укреплённую резиденцию. 22 августа ливийские повстанцы захватили дом Аиши в ходе битвы за Триполи. Среди её имущества был обнаружен огромный золотой диван в форме русалки с лицом Аиши, созданный египетским резчиком. Имущество Аиши, как сообщается, было разграблено повстанцами.

### Бегство в Алжир
Первое сообщение о бегстве Аиши Каддафи из страны появилось ещё 23 февраля 2011 года — она якобы была на борту одного из ливийских военных самолётов, приземлившихся на Мальте. После появления этого сообщения она лично выступила с его опровержением и заявила, что останется в стране и будет сражаться за своего отца.
27 августа 2011 года египетское информационное агентство MENA сообщило, что ливийские повстанцы видели шесть бронированных автомобилей Mercedes-Benz, возможно, перевозивших высших фигур режима Каддафи, пересекающих границу с Алжиром у ливийского города Гадамес на западе страны, который в то время был оккупирован алжирскими властями. 29 августа 2011 года алжирское правительство официально объявило, что Сафия Фаркаш вместе с Аишей и её братьями Мухаммадом и Ганнибалом прибыли в Алжир ранним утром 29 августа. Алжирское Министерство иностранных дел заявило, что все люди из колонны теперь находятся в Алжире и что никто из них не был упомянут в ордерах, выданных Международным уголовным судом для ареста по обвинению в военных преступлениях. Мурад Бенмехиди, алжирский постоянный представителя в Организации Объединённых Наций, позже подтвердил данное заявление. Группа прибыла на ливийско-алжирскую границу в пустыне Сахара на мерседесах и автобусе в 8:45 утра по местному времени. Точное количество людей в группе было неподтвержденным, но было «много детей» и среди людей там не было полковника Каддафи. Группе было разрешено въехать в Алжир по гуманитарным соображениям, поскольку Аиша была беременна и скоро должна была родить. Алжирское правительство проинформировало об этом руководство Национального переходного совета Ливии. Ливийские повстанцы заявили, что укрытие членов семьи Каддафи является актом агрессии по отношению к ним, и призвали к их выдаче.
30 августа 2011 года было объявлено, что Аиша родила девочку в городе Джанет. Сообщалось, что они были размещены алжирским правительством на вилле в Стауэли рядом с Алжиром, столицей страны, и отрезаны от внешнего мира. В конце октября 2011 года появилось сообщение, что Аиша была госпитализирована после просмотра видео с казнью её отца повстанцами.
Хотя точное местонахождение Аиши с конца 2011 года остаётся неизвестным, сообщения о ней в прессе продолжают появляться, равно как и спекуляции на тему реальности гибели или рождения её ребёнка, сама же она в конце 2011 года дважды делала аудиообращения к ливийскому народу. 23 октября 2011 года, через два дня после убийства Муаммара Каддафи, она выступила с призывом к ливийцам продолжать борьбу, что вызвало раздражение правительства Алжира. 30 ноября 2011 года она выступила с аудиообращением к ливийцам, призывая их восстать и отомстить за убийство её отца. Алжирское Министерство иностранных дел выступило с официальным заявлением, осуждающим это обращение, и выразило сожаление по поводу того, что Аиша, на его взгляд, уже второй раз злоупотребляет предоставленным ей из гуманитарных соображений убежищем. Впоследствии появились неподтверждённые сообщения о её возможном отъезде в Венесуэлу. В октябре 2012 года Аиша получила убежище в Омане, что стало известно только в конце марта 2013 года.

## Личная жизнь
Аиша была неоднократно названа в арабской прессе «Клаудией Шиффер Северной Африки» из-за её окрашенных в светлый цвет волос и фигуры. Это же прозвище перекочевало и в итальянскую и французскую прессу, причём во Франции её однажды назвали даже «Жанной Д’Арк пустыни».
В 2006 году вышла замуж за Ахмеда аль-Каддафи аль-Кахси, сына двоюродного брата отца и полковника армии. Её муж был убит 26 июля 2011 года при бомбардировке резиденции Каддафи. У них было трое детей до падения режима, двое из которых были убиты вместе со своим отцом во время бомбардировки дворца Каддафи ВВС Франции. Алжирские власти подтвердили, что она родила своего четвёртого ребёнка, девочку, 30 августа 2011 года, вскоре после прибытия в эту страну после бегства из Ливии с другими членами семьи Каддафи.

## Биография
В Ливии была издана биография Аиши Каддафи под названием «Принцесса мира».